# Halterofilismo nos Jogos Olímpicos de Verão de 2008 - Até 69 kg feminino
A competição da categoria até 69 kg feminino do halterofilismo nos Jogos Olímpicos de Verão de 2008 realizou-se no dia 13 de agosto de 2008 no Ginásio da Universidade Beihang.
Originalmente, a ucraniana Natalia Davidova obteve a medalha de bronze, mas foi desclassificada em 17 de novembro de 2016 após a reanálise de seu exame antidoping acusar o uso da substância proibida turinabol. Em 12 de janeiro de 2017, a chinesa Liu Chunhong que obteve originalmente a medalha de ouro também foi desclassificada após a reanálise de seu teste antidoping acusar o uso das substâncias proibidas GHRP-2 e GHRP-2 M2 (metabólito).
As medalhas foram realocadas pela Federação Internacional de Halterofilismo.

## Recordes
Antes desta competição, os recordes mundiais e olímpicos da prova eram os seguintes:
| Recorde mundial  | Arranque  | RUS Oxana Slivenko  | 123 kg   | Santo Domingo, Rep. Dominicana | 4/out/06  |
| Recorde mundial  | Arremesso | RUS Zarema Kassaeva | 157 kg   | Doha, Qatar                    | 13/nov/05 |
| Recorde mundial  | Total     | RUS Oxana Slivenko  | 276 kg   | Chiang Mai, Tailândia          | 24/set/07 |
| Recorde olímpico | Arranque  | CHN Liu Chunhong    | 122,5 kg | Atenas, Grécia                 | 19/ago/04 |
| Recorde olímpico | Arremesso | CHN Liu Chunhong    | 152,5 kg | Atenas, Grécia                 | 19/ago/04 |
| Recorde olímpico | Total     | CHN Liu Chunhong    | 275 kg   | Atenas, Grécia                 | 19/ago/04 |

## Medalhistas
| Ouro   | RUS Oxana Slivenko    |
| Prata  | COL Leydi Solís       |
| Bronze | EGY Abeer Abdelrahman |

## Resultados
| Pos.              | Nome                  | Peso  | Arranque (kg) | Arranque (kg) | Arranque (kg) | Arranque (kg) | Arremesso (kg) | Arremesso (kg) | Arremesso (kg) | Arremesso (kg) | Total (kg) |
| Pos.              | Nome                  | Peso  | 1             | 2             | 3             | Res.          | 1              | 2              | 3              | Res.           | Total (kg) |
| ----------------- | --------------------- | ----- | ------------- | ------------- | ------------- | ------------- | -------------- | -------------- | -------------- | -------------- | ---------- |
| Medalha de ouro   | RUS Oxana Slivenko    | 68,47 | 110           | 115           | 115           | 115           | 136            | 140            | –              | 140            | 255        |
| Medalha de prata  | COL Leydi Solís       | 67,54 | 99            | 103           | 105           | 105           | 125            | 132            | 135            | 135            | 240        |
| Medalha de bronze | EGY Abeer Abdelrahman | 69,00 | 100           | 105           | 105           | 105           | 133            | 133            | 136            | 133            | 238        |
| 4                 | COL Tulia Medina      | 68,63 | 100           | 104           | 106           | 106           | 120            | 124            | 124            | 124            | 230        |
| 5                 | BLR Hanna Batsiushka  | 68,63 | 105           | 110           | 110           | 105           | 120            | 126            | 126            | 120            | 225        |
| 6                 | JPN Rika Saito        | 68,65 | 87            | 87            | 90            | 87            | 115            | 120            | 122            | 122            | 209        |
| –                 | VEN Iriner Jiménez    | 65,33 | 87            | 90            | 93            | 90            | 120            | 120            | 120            | –              | DNF        |
| –                 | PRK Hong Yong-ok      | 68,07 | 103           | 103           | 103           | –             | –              | –              | –              | –              | DNF        |
| DSQ               | CHN Liu Chunhong      | 68,87 | 120           | 125           | 128           | 128           | 145            | 149            | 158            | 158            | 286        |
| DSQ               | UKR Natalia Davidova  | 68,63 | 110           | 113           | 115           | 115           | 130            | 133            | 135            | 135            | 250        |

- DNF: não completou a prova.